# Bernhard Zittel
Bernhard Zittel (* 1. November 1912 in Muggensturm bei Rastatt; † 10. Januar 1983 in Starnberg) war ein deutscher Archivar und Historiker.
Zittel absolvierte von 1935 bis 1938 ein Studium der Philosophie und Geschichte an der Philosophischen Hochschule (Berchmannskolleg) in Pullach bei München. Er wurde 1947 an der Universität München in neuerer und neuester Geschichte promoviert und wurde später Archivar. Er leitete von 1968 bis 1970 das Staatsarchiv München. Von 1970 bis 1977 war er Generaldirektor der Staatlichen Archive Bayerns. Seine Forschungsschwerpunkte waren das Archivwesen und die bayerische Landesgeschichte.

## Schriften
- Ranke und der Humanismus. Phil. Diss. München 1947.
- Gründungsgeschichte der Katholischen Akademie in Bayern. Katholische Akademie in Bayern, München 1982.